# لمن کوو (کالیفرنیا)
لمن کوو (به انگلیسی: Lemon Cove) یک منطقهٔ مسکونی در ایالات متحده آمریکا است که در شهرستان تولار، کالیفرنیا واقع شده‌است. لمن کوو ۲٫۱۵۹ کیلومتر مربع مساحت و ۳۰۸ نفر جمعیت دارد و ۱۵۳ متر بالاتر از سطح دریا واقع شده‌است.